# Cayo Granma

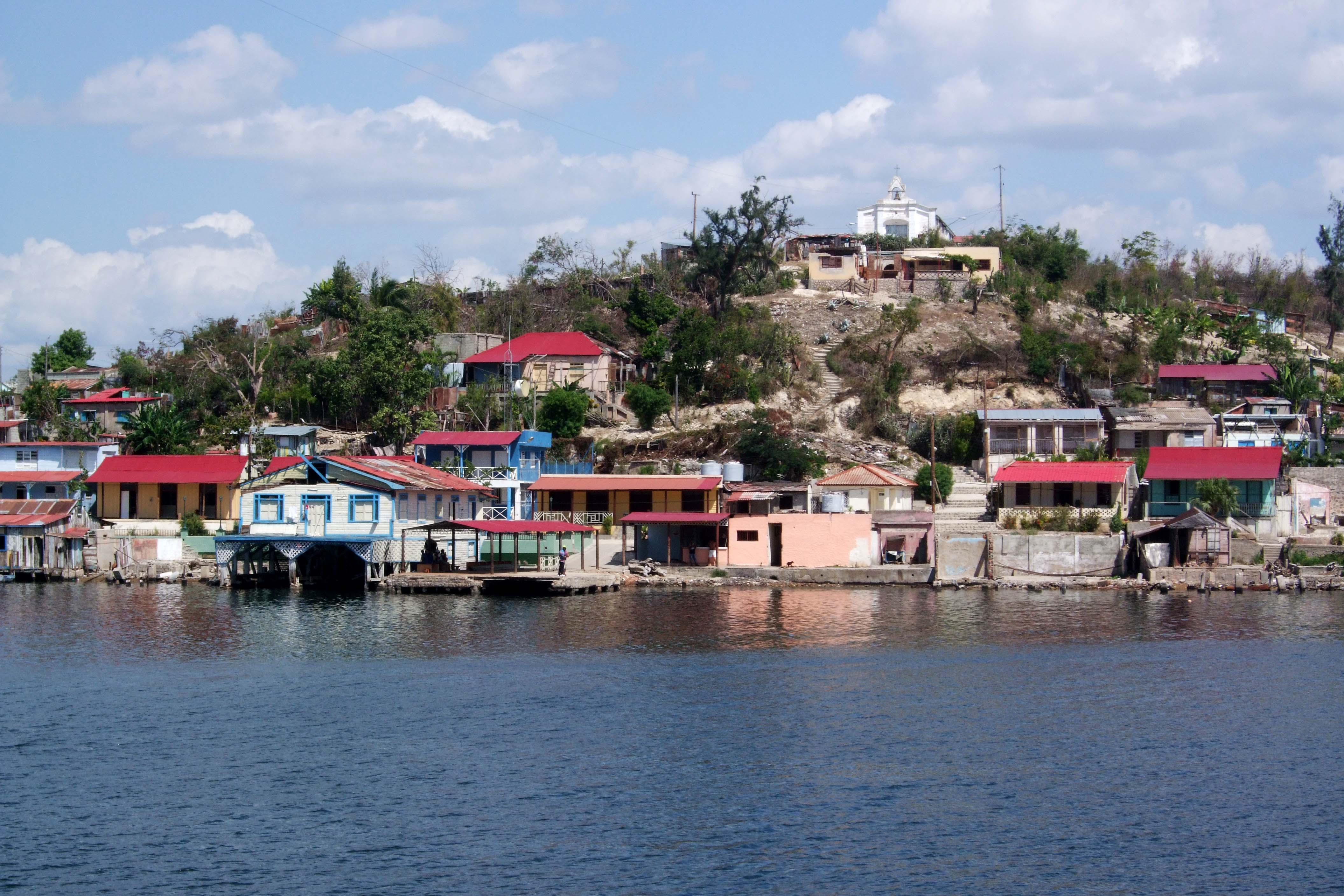
Cayo Granma

Cayo Granma ist eine kleine Insel (Cay) im Süden der Bahía de Santiago de Cuba, nahe der Festung Castillo del Morro an der Mündung zum Karibischen Meer. Die Insel hat eine Fläche von etwas mehr als 2 km². Die maximale Höhe über dem Meeresspiegel beträgt 9 m.
Auf der Insel leben rund 800 Menschen, meist Fischer. Charakteristisch für die Insel sind bunt bemalte Holzhäuser. Zwischen der Insel und der Stadt Santiago besteht eine regelmäßige Fährverbindung.